# Zapoge
Zapoge so gručasta vas ob cesti Vodice - Medvode v Občini Vodice.
V vasi stoji cerkev sv. Nikolaja, ki je bila zgrajena 1739. Glavni oltar je delo rezbarja Mateja Tomca.
Zapoge in Medvode povezuje integrirana linija št. 30, z Ljubljano in Vodicami pa je povezana z integrirano linijo št. 60.V vasi je še vedno pomembno kmetijstvo, Zapoge obdaja veliko travnikov. Najbolj pogosta je govedoreja. Deluje tudi kot spalno naselje, večina prebivalcev se vozi na delo v Ljubljano. Do leta 2021 so Zapoge bile svoja župnija, zdaj spada pod Vodiško župnijo. Cesta skozi Zapoge je bila prvič asfaltirana ko je predsednik USSR Mihail Grobačov prišel pogledata farmo v sosednjih Hrašah.